# Uzemain
 Uzemain  es una población y comuna francesa, en la región de Lorena, departamento de Vosgos, en el distrito de Épinal y cantón de Xertigny.

## Demografía
| 948 | 849 | 842 | 896 | 1008 | 1043 |
| Para los censos de 1962 a 1999 la población legal corresponde a la población sin duplicidades (Fuente: INSEE [Consultar]) |     |     |     |      |      |